# Bleu-nacré d'Espagne
Lysandra hispana
Espèce
Statut de conservation UICN

 LC  : Préoccupation mineure
Le Bleu-nacré d'Espagne (Lysandra hispana) est une espèce de lépidoptères (papillons) de la famille des Lycaenidae et de la sous-famille des Polyommatinae.

## Noms vernaculaires
- En français : le Bleu-nacré d'Espagne[1], le Bleu-nacré espagnol[2].
- En anglais : Provence chalk-hill blue[3].

## Description
L'imago de Lysandra hispana est un petit papillon qui présente un net dimorphisme sexuel : le dessus du mâle est d'un bleu-nacré grisâtre très clair, bordé de gris sombre aux ailes antérieures et d'une série de points submarginaux gris aux ailes postérieures, tandis que le dessus de la femelle est brun, bordé d'une série de lunules submarginales orange, qui sont mieux visibles aux ailes postérieures où elles surmontent des points marginaux sombres.
Chez les deux sexes, les ailes sont bordées d'une frange blanche entrecoupée de fines taches brunes, comme chez les autres espèces du genre Lysandra.
Le revers des ailes a un fond gris ou gris-beige chez le mâle, et brun clair chez la femelle. 
Il est orné de plusieurs séries de points noirs cerclés de blancs (dont un point dans la cellule au revers de l'aile antérieure), ainsi que d'une série de lunules submarginales orange.
Contrairement à chez d'autres Lysandra, il est très rare que les femelles aient le dessus des ailes bleuté au lieu de brun. L'existence d'une telle forme individuelle (f. pseudosemisyngrapha Diringer & Schurian, 2004) n'a été mise en évidence que récemment après des recherches en nature et en laboratoire.

### Espèces ressemblantes
Le Bleu-nacré d'Espagne ressemble à plusieurs autres espèces du genre Lysandra ; il est notamment difficile à distinguer de l'Argus bleu-nacré (Lysandra coridon), avec lequel il cohabite parfois.
Le mâle de Lysandra hispana a les ocelles noirs du revers en moyenne plus gros que chez L. coridon, et a moins de contraste entre la couleur de fond du revers de l'aile postérieure et celle de l'aile antérieure.
Les femelles des deux espèces sont très semblables.

## Distribution et biotopes
Lysandra hispana est présent dans le Sud-Ouest de l'Europe, plus précisément dans l'Est de l'Espagne (de la Catalogne à l'Andalousie et à la Navarre), le Sud-Est de la France (une vingtaine de départements en Languedoc, Provence, Préalpes et vallée du Rhône,) et le Nord-Ouest de l'Italie (Ligurie et Nord de la Toscane),.
L'espèce se rencontre dans les pelouses sèches et les landes ouvertes, généralement sur sol calcaire (plus rarement sur terrain acide, comme dans le massif des Maures).
On la trouve à des altitudes comprises entre 100 et 1 000 m (alors que l'espèce ressemblante Lysandra coridon peut atteindre des altitudes beaucoup plus élevées).

## Biologie

### Phénologie
Lysandra hispana est une espèce bivoltine : elle produit deux générations par an, les imagos étant visibles en avril-mai puis d'août à début octobre. Elle diffère en cela de Lysandra coridon, qui est univoltine dans les régions où les deux espèces cohabitent, et n'est donc pas visible au printemps.

### Plantes-hôtes et myrmécophilie
Les principales plantes-hôtes larvaires sont Hippocrepis comosa et Hippocrepis glauca, tandis qu’Anthyllis gerardi est aussi utilisée sur sol acide dans le massif des Maures,. 
Les chenilles sont soignées par des fourmis : Plagiolepis pygmaea et Crematogaster sordidula.

### Hybridation
Lysandra hispana s'hybride parfois avec Lysandra bellargus. Le résultat de ce croisement, appelé Lysandra petri, est très ressemblant à Lysandra polonus, l'hybride entre Lysandra coridon et L. bellargus.

## Systématique
Le taxon hispana a été décrit en 1851 par l'entomologiste allemand Gottlieb August Wilhelm Herrich-Schäffer, en tant que Lycaena corydon hispana,. Il est désormais une espèce distincte appelée Lysandra hispana. Cette espèce est aussi citée par certains auteurs sous les noms de Polyommatus hispanus, Polyommatus hispana ou encore Meleageria hispana.
Au sein du genre Lysandra, L. hispana est étroitement apparentée à Lysandra albicans, L. caelestissima et L. coridon.

### Sous-espèces
Plusieurs sous-espèces ont été décrites, notamment :
- Lysandra hispana hispana (Herrich-Schäffer, [1851])
- Lysandra hispana semperi (Agenjo, 1969) — Espagne.
- Lysandra hispana gudarensis Aistleitner, 1989 — Espagne.

## Protection
Lysandra hispana n'a pas de statut de protection particulier en France.